# Даниъл Сънджата
Даниъл Сънджата Кондън (на английски: Daniel Sunjata Condon) (роден на 30 декември 1971 г.) е американски филмов, телевизионен и театрален актьор. Известен е най-вече с ролята си на Франко Ривера в сериала „Спаси ме“. Той изпълнява и ролята на Пол Бригс в сериала „Грейсланд“.